# Isocentris porphyroxantha
Isocentris porphyroxantha là một loài bướm đêm trong họ Crambidae.